# Back to Back (스테이터스 쿠오의 음반)
| 전문가 평가 | 전문가 평가 |
| 평가 점수   | 평가 점수   |
| 출처        | 점수        |
| ----------- | ----------- |
| AllMusic    | [ 1 ]       |

《Back to Back》은 영국의 록 밴드 스테이터스 쿠오의 열여섯 번째 스튜디오 음반으로, 1983년 11월 25일에 발매되었다. 밴드 역사상 처음으로 네 곡의 싱글이 수록되었으며, 각각 〈Ol' Rag Blues〉 (최고 순위 9위), 엘비스 프레슬리의 히트곡을 리메이크한 〈A Mess of Blues〉 (15위), 〈Marguerita Time〉 (3위), 그리고 음반 수록 버전과는 다른 재녹음 버전으로 발매된 〈Going Down Town Tonight〉 (20위)가 해당된다. 이 음반은 영국 음반 차트에 9위로 진입하며 최고 순위를 기록했다.
이 음반은 밴드의 원년 멤버이자 베이시스트인 앨런 랭커스터, 그리고 드러머 피트 커처가 참여한 마지막 음반이기도 하다.

## 제작
〈Ol' Rag Blues〉는 앨런 랭커스터가 첫 번째 싱글로 발표한 곡으로, 영국 밴드 더 케이스, 슬리피 토크, 미스터 토드의 리드 싱어이자 오스트레일리아의 성공적인 글램 록 밴드 허시의 창립자 및 리드 보컬인 키스 램과 공동 작곡하였다. 그러나 이 곡의 랭커스터 보컬 버전은 제작사에 의해 거절되었고, 대신 프랜시스 로시의 보컬 버전이 싱글로 발매되었다. 이에 대해 랭커스터는 분노를 표했으며, 그의 보컬이 담긴 버전은 훗날 2006년 리마스터 재발매 음반의 보너스 트랙으로 공개되었다. 그는 또한 〈Marguerita Time〉에 대해서도 밴드의 음악 색깔에 비해 지나치게 팝 성향이 강하다며 노골적인 반감을 드러냈다.
BBC의 음악 프로그램 《탑 오브 더 팝스》에서 해당 싱글의 립싱크 무대를 선보였을 당시에는 랭커스터 대신 슬레이드의 멤버 짐 리가 그의 자리를 채웠는데, 슬레이드 역시 그 주에 같은 방송에 출연하고 있었다. 이 방송에서의 무대는 후반부에 릭 파핏이 피트 커처의 드럼 세트에 쓰러지는 장면으로도 유명하다. 음악은 계속 재생되고 있었으며, 파핏은 《Hello Quo》 DVD에서 이 행동이 계획된 것이라고 주장했지만 많은 이들은 그가 취한 상태였다고 생각했다. 같은 DVD에서 랭커스터는 〈Marguerita Time〉보다는 〈Going Down Town Tonight〉에 더 불만이 컸다고 밝혔는데, 그의 말에 따르면 이 곡은 스테이터스 쿠오의 녹음이 아니며, 로시 외에는 스테이터스 쿠오의 어떤 멤버도 참여하지 않았다고 주장했다.

## 발매
네 번째이자 마지막 싱글인 〈Going Down Town Tonight〉은 1984년에 발매되었다. 음반 《Back to Back》에는 다른 버전이 수록되었다. 〈Going Down Town Tonight〉은 작곡가이자 피아니스트인 가이 존슨이 쓴 곡으로, 그는 1981년 로시에게 몇몇 데모곡을 선보였고, 이후 로시는 그를 자신의 출판사 덤프 뮤직과 계약했다. 이 곡은 싱글 발매를 위해 재녹음 및 확장되었다. 싱글 커버에는 밥 영과도 오랫동안 작업한 아티스트 롭 플레처가 그린 밴드의 만화 스타일 그림이 사용되었다.
한편, 〈Too Close To The Ground〉도 예정된 싱글이었으나, 언론에 발표된 광고에서 이 곡이 밴드의 새 싱글로 소개되었음에도 불구하고 실제로는 발매되지 않았다.

## 곡 목록
| #   | 제목                        | 작사·작곡                       | 재생 시간 |
| --- | --------------------------- | ------------------------------- | --------- |
| 1.  | 〈A Mess of Blues〉         | 독 포머스, 모트 슈먼            | 3:23      |
| 2.  | 〈Ol' Rag Blues〉           | 앨런 랭커스터, 키스 램          | 2:51      |
| 3.  | 〈Can't Be Done〉           | 프랜시스 로시, 버니 프로스트    | 3:07      |
| 4.  | 〈Too Close to the Ground〉 | 릭 파핏, 앤디 본                | 3:43      |
| 5.  | 〈No Contract〉             | 파핏, 영                        | 3:40      |
| 6.  | 〈Win or Lose〉             | 로시, 프로스트                  | 2:35      |
| 7.  | 〈Marguerita Time〉         | 로시, 프로스트                  | 3:27      |
| 8.  | 〈Your Kind of Love〉       | 랭커스터, 퍼거슨 스키너         | 3:24      |
| 9.  | 〈Stay the Night〉          | 랭커스터, 프로스트, 앤드루 밀러 | 3:02      |
| 10. | 〈Going Down Town Tonight〉 | 가이 존슨                       | 3:33      |

## 인증
| 국가                       | 인증 | 판매량/출하량 |
| -------------------------- | ---- | ------------- |
| 영국 (BPI)                 | 골드 | 100,000^      |
| ^출하량을 기반으로 한 인증 |      |               |